# Rome (New York)
Rome is een stad in Oneida County in de staat New York in de Verenigde Staten. Er wonen ongeveer 35.000 mensen. Het ligt aan de voet van het Adirondackgebergte.
De stad is genoemd naar de stad Rome in Italië.

## Plaatsen in de nabije omgeving
De onderstaande figuur toont nabijgelegen plaatsen in een straal van 20 km rond Rome.